# Бойнтон-Бич (Флорида)
Бойнтон-Бич (англ. Boynton Beach) — город в США в округе Палм-Бич штата Флорида. 
Расположен примерно в 57 милях к северу от Майами. Перепись 2020 года зафиксировала численность населения в 80 380 человек. Бойнтон-Бич расположен в агломерации Майами. Город назван в честь Натана Бойнтона, майора времён Гражданской войны и политика из Мичигана, который стал одним из первых поселенцев в этом районе в 1895 году. Бойнтон-Бич расположен к северу от Делрей-Бич, к югу от Хайполюксо и Лантана и к востоку от Гольфа, в то время как муниципалитеты Брайни-Бризис, Галф-Стрим, Маналапан и Ошен-Ридж расположены к востоку через Береговой канал.
| 2010   | 2020    |
| ------ | ------- |
| 68 217 | ↗80 380 |